# Pentium Dual-Core
Intel Pentium Dual-Core je procesor postavený na jádře Conroe architektury Core. Byl vydán v roce 2006. Patří do nižší třídy. Frekvence sběrnice FSB je 800 nebo 1066 MHz, frekvence procesoru je 1,6 až 3,33 GHz. L2 cache má 1 až 2 MiB. Procesor byl vyráběn v továrnách Intel výrobním procesem 65 nebo 45 nm. Modelové označení je E2xx0, E5x00 a E6x00.

## Jádra
- Yonah
- Allendale (Conroe)
- Merom-2M
- Wolfdale-3M
- Penryn-3M

## Modely pro stolní PC
| Model                      | Frekvence [GHz]                         | L2 cache [MiB]             | FSB [MHz]                  | Násobič                    | TDP [W]                    | Revision                   |
| Allendale / Conroe (65 nm) | Allendale / Conroe (65 nm)              | Allendale / Conroe (65 nm) | Allendale / Conroe (65 nm) | Allendale / Conroe (65 nm) | Allendale / Conroe (65 nm) | Allendale / Conroe (65 nm) |
| -------------------------- | --------------------------------------- | -------------------------- | -------------------------- | -------------------------- | -------------------------- | -------------------------- |
| E2140                      | 1,6                                     | 1                          | 800                        | 8×                         | 65                         | L2                         |
| E2160                      | 1,8                                     | 1                          | 800                        | 9×                         | 65                         | L2/M0                      |
| E2180                      | 2                                       | 1                          | 800                        | 10×                        | 65                         | M0                         |
| E2200                      | 2,2                                     | 1                          | 800                        | 11×                        | 65                         | M0                         |
| E2220                      | 2,4                                     | 1                          | 800                        | 12×                        | 65                         | M0                         |
| Wolfdale (45 nm)           |                                         |                            |                            |                            |                            |                            |
| E2210*                     | 2,2                                     | 1                          | 800                        | 11×                        | 65                         | M0                         |
| E5200                      | 2,5                                     | 2                          | 800                        | 12,5×                      | 65                         | M0/R0                      |
| E5300                      | 2,6                                     | 2                          | 800                        | 13×                        | 65                         | M0/R0                      |
| E5400                      | 2,7                                     | 2                          | 800                        | 13,5×                      | 65                         | R0                         |
| E5500                      | 2,8                                     | 2                          | 800                        | 14                         | 65                         | R0                         |
| E5700                      | 3,0                                     | 2                          | 800                        | 15                         | 65                         | R0                         |
| E5800                      | 3,2                                     | 2                          | 800                        | 16                         | 65                         | R0                         |
| E6300                      | 2,8                                     | 2                          | 1066                       | 10,5x                      | 65                         | R0                         |
| E6500                      | 2,93                                    | 2                          | 1066                       | 11×                        | 65                         | R0                         |
| E6500K                     | 2,93                                    | 2                          | 1066                       | 11× otevřený               | 65                         | R0                         |
| E6600                      | 3,06                                    | 2                          | 1066                       | 11,5x                      | 65                         | R0                         |
| E6700                      | 3,20                                    | 2                          | 1066                       | 12×                        | 65                         | R0                         |
| E6800                      | 3,33                                    | 2                          | 1066                       | 12,5x                      | 65                         | R0                         |
| Clarkdale (32 nm)          |                                         |                            |                            |                            |                            |                            |
| G6950                      | 2,8 GHz GPU: 533 MHz DMI: 2,5 GT/s      | 2×256 kiB L3: 3 MiB        | 533                        | 21×                        | 73                         |                            |
| G6960                      | 2,93 GHz GPU: 533 MHz DMI: 2,5 GT/s     | 2×256 kiB L3: 3 MiB        | 533                        | 21×                        | 73                         |                            |
| Sandy Bridge (32 nm)       |                                         |                            |                            |                            |                            |                            |
| G620                       | 2,6 GHz GPU: 850/1100 MHz DMI: 5,0 GT/s | 2×256 kiB L3: 3 MiB        | 533                        | 26×                        | 65                         |                            |
| G620T                      | 2,2 GHz GPU: 650/1100 MHz DMI: 5,0 GT/s | 2×256 kiB L3: 3 MiB        | 533                        | 22×                        | 35                         |                            |
| G630                       | 2,7 GHz GPU: 850/1100 MHz DMI: 5,0 GT/s | 2×256 kiB L3: 3 MiB        | 533                        | 27×                        | 65                         |                            |
| G630T                      | 2,3 GHz GPU: 650/1100 MHz DMI: 5,0 GT/s | 2×256 kiB L3: 3 MiB        | 533                        | 23×                        | 35                         |                            |
| G840                       | 2,8 GHz GPU: 850/1100 MHz DMI: 5,0 GT/s | 2×256 kiB L3: 3 MiB        | 533                        | 28×                        | 65                         |                            |
| G850                       | 2,9 GHz GPU: 850/1100 MHz DMI: 5,0 GT/s | 2×256 kiB L3: 3 MiB        | 533                        | 29×                        | 65                         |                            |
| G860                       | 3,0 GHz GPU: 850/1100 MHz DMI: 5,0 GT/s | 2×256 kiB L3: 3 MiB        | 533                        | 30×                        | 65                         |                            |
| * určeno pro OEM trh       |                                         |                            |                            |                            |                            |                            |